# 25620 Jayaprakash
25620 Jayaprakash (tên chỉ định: 2000 AL40) là một tiểu hành tinh vành đai chính. Nó được phát hiện bởi dự án Nghiên cứu tiểu hành tinh gần Trái Đất Lincoln ở Socorro, New Mexico, ngày 3 tháng 1 năm 2000. Nó được đặt theo tên Vishnu Jayaprakash, an Indian high school student whose energy và transportation project won second place ở the 2009 Giải thưởng Khoa học và Kỹ thuật Intel.